# Abel Bazán
Abel Bazán (La Rioja, 23 de diciembre de 1833 - Buenos Aires, 24 de octubre de 1903) fue un abogado, juez y político argentino, ministro de la Corte Suprema de Justicia de la Nación Argentina desde 1890 hasta su muerte, y presidente de la misma desde 1903 hasta su muerte. 

## Biografía
Bazán nació en La Rioja y estudió Derecho en la Universidad Nacional de Córdoba, obteniendo el título de Doctor en Jurisprudencia. Se convirtió en político en su provincia natal, siendo Ministro de Gobierno provincial durante la gobernación del Coronel Domingo Antonio Villafañe. Fue Senador de la Nación Argentina entre 1868 y 1880. Fue convencional constituyente para la Reforma Constitucional de 1898 representando a su provincia.
Como juez trabajó en las provincias de Santa Fe y Córdoba. Fue designado miembro de la Corte Suprema de Justicia de la Nación por el presidente Miguel Juárez Celman el 14 de enero de 1890. 
En 1903 el presidente de la Nación Julio A. Roca lo designó presidente de dicha Corte, cargo que mantuvo hasta su muerte.